# Hainaut grófjainak listája

A hainaut-i grófok címere

Az Hainaut-i grófság vagy Hennegaui grófság középkori államalakulat volt, nagyjából a mai belga Hainaut tartomány területén. Történelme során számos alkalommal vesztette el önállóságát és került a szomszédos feudális államalakulatok, mint például a Flamand grófság vagy a Burgundi Hercegség befolyása alá.
Az alábbi lista tartalmazza az hainaut-i grófok neveit. A cím általában apáról fiúra szállt, a kivételek feltüntetve. A zárójelben lévő évszámok az uralkodás évét jelölik.

## Reginár-család (–1055)

Hainaut grófjainak eredeti címere

- I. Hosszúnyakú Reginár (?–898, valamint 908–915)
- Sieghard (898–908 v. 915)
- II. Reginár (916–932)
- III. Reginár (932–958)

956-ban Reginár elfoglalta Brüsszel városát és a környező földeket, amiért Brúnó kölni érsek 958-ban a Cseh Királyságba száműzte. Helyére I. Ottó német király a szomszédos Liège grófját, Gottfriedet nevezte ki. Gottfried utóda, Richer gróf, 973-ban halt meg, két testvérét, Werner és Renaud grófokat III. Reginár fiai ölték meg csatában, amikor 973-ban megkísérelték visszafoglalni apjuk birtokait.
- I. Gottfried (958–964)
- Richer (964–973)
- Werner és Renaud (973)
- II. Gottfried (973–995–98)

998-ban a későbbi IV. Reginár visszafoglalta Mons kastélyát II. Gottfriedtől és ezzel hivatalosan is visszakapta a Hainaut grófja címet.
- IV. Reginár (998–1013)
- V. Reginár (1013–1039)
- Hermann (1039–1049)
- Richilde (1049–1055)

## Flamand grófok (1055–1246)

Miután 1191-től V. Balduin egy személyben egyesítette a flamand és az hainaut-i grófságokat, a címerben Flandria oroszlánja szerepelt

- I. Balduin hainaut-i gróf (1055–1070), a grófi címet felesége révén kapta meg
- II. Balduin (1071–1098)
- III. Balduin (1098–1120)
- IV. Balduin (1120–1171)
- V. Balduin (1171–1191)
- I. Margit (1191–1194). V. Balduin felesége és 1191-es halála után annak örököse.
- VI. Balduin hainaut-i gróf (1194–1205), 1204-ben I. Balduin néven latin császárnak választották meg.
- Johanna (1205–1244). Balduin lánya, apja részt vett a IV. keresztes hadjáratban és egy bolgár börtönben halt meg. Halálának híre 1206-ban ért el Flandriába és Johanna, apja idősebbik lányaként, örökölte mind Hainaut, mind Flandria grófságát nagybátyja, Fülöp namuri őrgróf régenssége alatt.
- II. Margit hainaut-i grófnő (1244–1246, majd 1257–1280), Balduin lánya és Johanna húga. Nővére halála után mindkét trón örökölte, mivel ekkor már mindkét férje halott volt. Az első házasságából származó utódok örökölték Hainaut, míg a másodikból származók Flandria grófságát. IX. Lajos francia király 1246-ban nevezte meg első férjétől, Bouchard d’Avesnes-től származó gyermekét, mint Hainaut grófját. 1278-ban a flamand trónról is lemondott.

## Avesnes-család (1246–1356)

II. János uralkodásától a holland oroszlán is szerepelt a címeren a flamand mellett. 1297-ben szerezte meg Hollandia grófja címet

- I. János hainaut-i gróf (1246–1257). IX. Lajos francia király döntése értelmében örökölte Hainaut grófságát anyjától. Halála után a grófi cím visszaszállt Margitra.
- II. János hainaut-i gróf (1280–1304). Apai nagyanyja halála után 1280-ban örökölte Hainaut grófságát. 1299-ben II. Jan néven örökölte Hollandia grófságát.
- I. Vilmos hainaut-i gróf (1304–1337)
- II. Vilmos hainaut-i gróf (1337–1345)
- II. Margit hainaut-i grófnő (1345–1356). Bátyja, IV. Vilmos halála után örökölte a grófi címet, mint apja legidősebb gyermeke. 1347-ben férje, IV. Lajos bajor herceg, később német-római császár halála után fia, Vilmos örökölte a címeket, de Margit szembe szállt vele. 1354-ben lemondott Holland és Zeeland grófságról, de haláláig Hainaut grófnője maradt.

## Wittelsbach-ház(1356–1436)

A bajor származású Wittelsbach család már a bajor címer elemeit is felvette a hainaut-i grófok címerébe

- III. Vilmos hainaut-i gróf (1357–1388). 1349-ben V. Vilmos néven anyjától örökölte Hollandia és Zeeland grófságát, aki 1350-ben visszavette ezeket a grófságokat fiától. 1354. december 7-én Vilmos fegyverrel kényszerítette ki anyja lemondását, és anyja halála után, 1357-ben Hainaut grófságát is megkapta.
- I. Albert hainaut-i gróf (1389–1404). 1389-ben bátyja halála után örökölte annak címeit.
- IV. Vilmos hainaut-i gróf (1404–1417)
- Jacqueline hainaut-i grófnő (1417–1433). Jó Fülöp burgundi herceg 1428-ban magát Hainaut grófság régensévé nevezte ki és 1433. április  12-én lemondatta Jacqueline-t.

## Burgundi-ház

Jó Fülöp és Merész Károly címere, amelyen szerepel Hainaut is, emellett a flamand grófság, valamint Brabant és Limburg hercegségek jelképei is

- III. Fülöp burgundi herceg (1433–1467)
- Merész Károly burgundi herceg (1467–1477)
- Burgundi Mária burgundi hercegnő (1477–1482). Férje a későbbi I. Miksa német-római császár, akivel a burgundi birtokok a Habsburg-házra szálltak.

## Szász-Coburg-Gotha-ház
A jelenlegi belga uralkodócsalád tagjai tiszteletbeli címként kapják meg a Hainaut grófja címet.
- Léopold Ferdinand Élie Victor Albert Marie (II. Lipót belga király első fia) (1859–1865)
- Baldvin (1930–1934)